# توشيرو ميفوني
توشيرو ميفوني(باليابانية:三船敏郎)(1920-1997 م)هو ممثل ياباني.

## المراحل الأولى
وكانت جمهورية الصين تشينغداو، ولدت في عام 1920، تحت الاحتلال الياباني في ذلك الوقت.
تصاغ في الحرب العالمية الثانية.
بعد الحرب، وكان مصور طموح جارية ليكون عنصرا فاعلا من الطبيعة المحيطة بها.

## العلاقة مع أكيرا كوروساوا
جعل العديد من الأفلام معأكيرا كوروساوا. (Yojimbo,1961),(Akahige,1965)　في　وفاز بجائزة أحسن ممثل في مهرجان فينيسيا السينمائي الدولي.

## الفترة الذهبية
بفضل السمعة العالمية المكتسبة تمكن «كوروساوا» من اقناع استوديوهات «توهو» بتوفير ميزانية تجاوزت الـ300 مليون «ين» حتى ينجز فيلمه القادم «رجال الساموراي السبعة» (Shichinin no samurai، 1954) -ظلت هذه الميزانية ولمدة طويلة الأكبر في تاريخ السينما اليابانية-. عرف الفيلم نجاحا منقطع النظير، بالرغم من قيام «توهو» باقتطاع أكثر من ساعة من النسخة الأصلية.
بعد النجاح الذي حققه فيلم «رجال الساموراي السبعة» (Shichinin no samurai، 1954) حظي «كوروساوا» باعتراف عالمي من قبل جمهور المشاهدين والنقاد على السواء. على الرغم من أن أفلامه كانت ذات طابع ياباني، فقد تأثر «كوروساوا» عند معالجته للعمق الدرامي في أعماله، بالأفلام الأمريكية للفترة الذهبية، وهو ما جعل أعماله تلقى قبولا عند المشاهد الغربي. وسع دائرة مصادره فقام باقتباس العديد من أعمل الأدباء الغربيين: «ماكسيم غوركي» وروايته «في الأعماق» (Donzoko، 1957)، «إد ماك-برين» في «بين السماء والجحيم» (Tengoku to jogoku، 1963)، وشكسبير في «قصر العناكب» (Kumonoso-Jo، 1957) عن رواية «مكبث»، أو «ران» (1985 م) عن رواية «الملك لير». ويشكل الفيلم الأخير، أحسن مثال على توافق المحتوى مع الطريقة، الإخراج والحوارات، يرتكز الفيلم حول مشاهد مليئة بالحركات البصرية، على غرار المعارك، كما يتعرض بصورة شاعرية وأحيانا تهكمية لمواضيع الشرف والخيانة، أدى الممثل «تاتسوبا ناكادائي» أحد أحسن ادوراه في هذا الفيلم. قام «كوروساوا» بإخراج أفلام أخرى كـ«الغابة المخفية» (Kakushi yoride no san akunin، 1958)، «يوجيمبو» (Yojimbo، 1961) والذي حقق نجاحا كبيرا، ما جعل المخرج الإيطالي «سيرجيو ليوني» يعيد اقتباسه للسينما الغربية (A Fistful Of Dollars، 1964).
قام بعدها بإخراج «سانجورو» (Sanjuro، 1962) -والذي جاء تكملة لفيلم «يوجيمبو»-، و«ذو اللحية الحمراء» (Akahige، 1965)، ويشكل هذا الفيلم منعطفا مهما في مسرة «كوروساوا» لعدة أسباب، فقد كان آخر فيلم له صور بالأبيض والأسود، كما كانت المرة الأخيرة التي يتعاون فيها مع ممثله المفضل «توشيرو ميفوني»، وأخيرا تخلت استوديوهات التصوير اليابانية («توهو» بالخصوص) عن دعمها له، فتوجب عليه من الآن فصاعدا البحث عن مصادر أخرى لتمويل أفلامه.
وقد تم اختيار 25 شخصا لخطة عمل نجمة ينبغي احترامها من أجل وضع نجمة العمل الذي أقيم في «انترتينمنت ويكلي» الترفيه مجلة في الولايات المتحدة، أن 25 شخصا في محاولة لفردى من جميع أنحاء العالم.

## افلام
- «الملاك السكران» (Yoidore tenshi، 1948)
- الكلب المسعور (Nora-inu، 1949)
- «فضيحية» (Shubun، 1950)
- «راشومون» (Rashomon، 1950)
- «الغبي» (Hakuchi، 1951)
- «رجال الساموراي السبعة» (Shichinin no samurai، 1954)
- «سجلات تاريخ كائن حي» (Ikimono no kiroku، 1955)
- «عرش من الدماء» أو «قصر العنكبوت» (Kumonosu jo، 1957)
- «في الأعماق» (Donzoko، 1957)
- «الغابة المخفية» (Kakushi yoride no san akunin، 1958)
- «يوجيمبو» (Yojimbo، 1961)
- «سانجورو» (Sanjuro، 1962)
- «بين السماء والجحيم» (Tengoku to jigoku، 1963)
- «ذو اللحية الحمراء» (Akahige، 1965)
- سيف الموت (1966)

## حاشية
1. ↑  25 Awesome Action Heroes نسخة محفوظة 23 يوليو 2014 على موقع واي باك مشين.

## اقرأ أيضاً
- سينما اليابان

## وصلات خارجية
- توشيرو ميفوني على موقع IMDb (الإنجليزية)
- توشيرو ميفوني على موقع ميتاكريتيك (الإنجليزية)
- توشيرو ميفوني على موقع الموسوعة البريطانية (الإنجليزية)
- توشيرو ميفوني على موقع روتن توميتوز (الإنجليزية)
- توشيرو ميفوني على موقع مونزينجر (الألمانية)
- توشيرو ميفوني على موقع قاعدة بيانات الأفلام العربية
- توشيرو ميفوني على موقع ألو سيني (الفرنسية)
- توشيرو ميفوني على موقع تيرنر كلاسيك موفيز (الإنجليزية)
- توشيرو ميفوني على موقع أول موفي (الإنجليزية)
- توشيرو ميفوني على موقع قاعدة بيانات الأفلام السويدية (السويدية)